# Chantal Beltman
Chantal Herlindes Juliëtte Beltman (* 25. August 1976 in Slagharen) ist eine ehemalige niederländische Radsportlerin.

## Sportliche Laufbahn
Chantal Beltman war von 1999 bis 2009 als Elite-Radrennfahrerin aktiv. 2000 wurde sie Vize-Weltmeisterin im Straßenrennen. In den folgenden Jahren hatte sie Etappenerfolge bei der Women’s Challenge (2001), bei der  Internationalen Thüringen-Rundfahrt der Frauen, der Tour de Feminin – Krásná Lípa. 2002 entschied sie den Prolog des Giro d’Italia Femminile für sich. Zwei Mal (2000 und 2003) gewann sie die Rotterdam Tour, 2007 das Open de Suède Vårgårda und 2008 das Liberty Classic sowie die Ronde van Drenthe. 2005 belegte sie bei den Straßenweltmeisterschaften im Straßenrennen Platz fünf und 2007 Platz zwei in der Gesamtwertung des Giro della Toscana. Bei den Olympischen Spielen 2000 in Sydney belegte sie im Straßenrennen den 37. Rang und unterstützte Leontien Zijlaard-van Moorsel bei ihrem Olympiasieg. Im Straßenrennen der Olympischen Spiele 2008 in Peking wurde sie Siebenundvierzigste.
Nach ihrem zweiten Start bei Olympia ließ bei Beltman die Motivation nach, und 2009 bestritt sie die Holland Ladies Tour als ihr letztes Rennen. Anschließend war sie bei der Polizei von Amsterdam tätig, später in der Sportverwaltung von Arnhem (Stand 2020).

## Erfolge
2000
- Weltmeisterschaft – Straßenrennen
- Rotterdam Tour

2001
- eine Etage Women’s Challenge

2002
- Prolog Giro d’Italia Femminile

2003
- Rotterdam Tour
- eine Etappe Internationale Thüringen-Rundfahrt der Frauen

2004
- eine Etappe Tour de Feminin – Krásná Lípa

2006
- Flèche Hesbigonne

2007
- Open de Suède Vårgårda

2008
- Liberty Classic
- Ronde van Drenthe

## Teams
- 1999 Rabobank Women
- 2004 Ondernemers van Nature-Vrienden van het platteland
- 2005–2006 Vrienden van het platteland
- 2007 T-Mobile Women
- 2008–09 Team Columbia Women